# 119-es busz (Budapest)
A budapesti 119-es jelzésű autóbusz a Gubacsi út / Határ út és a Zodony utca között közlekedik. A Gubacsi lakótelepet köti össze Pesterzsébet központjával. A járatot a Budapesti Közlekedési Zrt. üzemelteti. A járműveket a Dél-pesti autóbuszgarázs állítja ki.

## Története
2008. augusztus 21-étől az Erzsébet-busz 119-es jelzéssel közlekedik tovább.
2009. november 1-jén útvonala jelentősen módosult, a körjárati jellege megszűnt és új végállomásokat kapott a Gubacsi útnál, valamint a Zodony utcánál. A módosítás miatt több megállóhelye megszűnt, ellenben új megállót kapott a János térnél a Gubacsi út felé.
2012. január 30-án a vonalon első ajtós felszállást vezettek be.
2012 májusától Van Hool A300-as típusú autóbuszok álltak forgalomba, de Ikarus 260-asok is közlekednek a vonalon.
2017-ben útvonalát háromszor is elterelték:
- Július 28–31. és augusztus 4–7. között a H6-os HÉV pályafelújítási munkálatai miatt terelt útvonalon közlekedett, a Csepeli átjáró helyett a Meddőhányó utcán át haladva érte el a Gubacsi lakótelepet, ahol a vasútállomást elhagyva, a Közműhelytelep utca – Zamárdi utca – Teremszeg utca – Téglaégető utca útvonalon fordult meg.[5]
- Szeptember 28. és október 8. között villamospálya-felújítás miatt nem érintette a Gubacsi út felé az Ady Endre utca és a Szakorvosi rendelő megállóhelyet, helyette a 166-os járat útvonalán haladt, annak Ady Endre utca (Topánka utca) megállójában állt meg.[6]
- Október 14. és november 9. között ismét terelt útvonalon közlekedett: a Gubacsi úttól a Zodony utcáig az eredeti útvonalán haladt, innen azonban a Meddőhányó utcán át érte el a Baross utcai megállóhelyet, a köztes szakaszon nem állt meg.[7]

2019. május 7–13. között közművezeték javítása miatt terelt útvonalon járt, nem érintette a Csepeli átjárót, helyette a Meddőhányó utcán át közlekedett.
2024. július 20. és szeptember 1. között közműjavítás miatt a Zodony utca felé terelve, a Csepeli átjárótól a Helsinki út – Meddőhányó utca – Zodony utca útvonalon járt. Szeptember 2-ától a terelt útvonal a Gubacsi út felé is módosult, a Zamárdi utca megállóhely után a Teremszeg utca – Téglaégető utca – Zodony utca – Meddőhányó utca – Helsinki út útvonalon járt szeptember 29-ig.

## Útvonala
| Zodony utca felé |
| Gubacsi út / Határ út vá. – Határ út – Török Flóris utca – Topánka utca – Helsinki út – Csepeli átjáró – Vízisport utca – Zamárdi utca – Temerszeg utca – Téglaégető utca – Zodony utca – Zodony utca vá.                                                                |
| Gubacsi út / Határ út felé |
| Zodony utca vá. – Zodony utca – Téglaégető utca – Közműhelytelep utca – Zamárdi utca – Vízisport utca – Csepeli átjáró – Helsinki út – Topánka utca – Ady Endre utca – János utca – Török Flóris utca – Szabadkai út – Gubacsi út – Határ út – Gubacsi út / Határ út vá. |

## Megállóhelyei
| 0  | Gubacsi út / Határ út végállomás                     | 14 | 2B, 3, 51 166, 223E                                                     | Lidl áruház |
| 2  | Török Flóris utca                                    | ∫  | 2B, 51, 52 166, 223E                                                    | |
| 3  | János tér                                            | 11 | 2B, 51, 52 166, 223E                                                    | |
| ∫  | Szakorvosi rendelő                                   | 10 |                                                                         | Hársfa Játszótér, Ady Endre utcai Szakrendelő, Kálvin János Emlékpark, Pesterzsébeti Baptista Gyülekezet temploma                                        |
| 4  | Ady Endre utca (Topánka utca) (↓) Ady Endre utca (↑) | 9  | 2B, 51, 52 35, 66, 66B, 148, 166, 223E, 224, 224E                       | Budapest-Pestszenterzsébeti Szent Erzsébet Főplébánia, MOL benzinkút, Gaál Imre Galéria                                                                  |
| 5  | Pesterzsébet, városközpont                           | 8  | 35, 66, 66B, 66E, 148, 166, 223E, 224, 224E                             | Pesterzsébeti Polgármesteri Hivatal, Fővárosi Szabó Ervin Könyvtár fiókkönyvtára, Hiper- és szupermarketek (INTERSPAR, Penny Market), McDonald’s étterem |
| 7  | Pesterzsébet, Baross utca                            | 6  | 35, 36, 66E, 148, 151, 166, 224, 224E                                   | Gubacsi híd |
| 9  | Csepeli átjáró                                       | 4  | 66, 66B, 151, 166 (Pesterzsébet felső) 35, 36, 148, 151 (Sósfürdő)      | Gubacsi híd, Pesterzsébet felső HÉV-állomás, Pesterzsébeti Sós-jódos Gyógy- és Strandfürdő                                                               |
| 10 | Vízisport utca                                       | 3  |                                                                         | |
| 11 | Teremszeg utca                                       | ∫  |                                                                         | |
| ∫  | Zamárdi utca                                         | 2  |                                                                         | |
| 12 | Pesterzsébet vasútállomás                            | 1  | 66, 66B, 151, 166 630, 631, 632, 635, 636, 650, 653, 654, 655, 659, 661 | Pesterzsébet, Pesterzsébeti Jégcsarnok, Pesterzsébeti Uszoda                                                                                             |
| 13 | Zodony utca végállomás                               | 0  |                                                                         | |